# Plectris gaudaudii
Plectris gaudaudii is een keversoort uit de familie bladsprietkevers (Scarabaeidae). De wetenschappelijke naam van de soort is voor het eerst geldig gepubliceerd in 1851 door Blanchard.